# Der Held des Tages
Der Held des Tages (Originaltitel: The Kid from Brooklyn), alternativ auch Der Bub von Brooklyn, ist eine US-amerikanische Filmkomödie des Regisseurs Norman Z. McLeod aus dem Jahr 1946. Der Film ist ein Remake des 1936 entstandenen Ausgerechnet Weltmeister mit Harold Lloyd. Don Hartman und Melville Shavelson adaptierten das Originaldrehbuch von Grover Jones, Frank Butler und Richard Connell, das seinerseits auf dem Bühnenstück The Milky Way von Lynn Root und Harry Clork basierte. Die Hauptrolle des Remakes übernahm Danny Kaye.

## Handlung
Der gutmütige Burleigh Sullivan arbeitet als Milchmann und lernt auf seiner frühmorgendlichen Tour die arbeitslose Sängerin Polly Pringle kennen. Er bietet ihr an, mit seiner Schwester Susie zu sprechen, die als Tänzerin in einem Nachtclub arbeitet. Als Burleigh seine Schwester abends aufsucht, wird Susie von zwei Männern belästigt. Susie flieht und will die Polizei holen, kann aber keinen Beamten finden. So kehrt sie zurück und findet Burleigh vor, zu dessen Füssen die zwei Männer ausgeknockt liegen. Sie erkennt in den beiden den Mittelgewichtsboxer Speed McFarlane und dessen Trainer Spider Schultz. Die Presse erfährt von den Vorkommnissen und veröffentlicht die Geschichte am nächsten Morgen, sehr zum Leidwesen von McFarlanes Manager Gabby Sloane.
Sloane lässt Burleigh zu sich kommen und ist von Burleighs nicht gerade beeindruckender Statur überrascht. Speed und Spider sind ebenfalls anwesend. Burleigh gesteht, dass er Speed nicht k.o. geschlagen habe. Vielmehr habe er sich unter einem Schlag von Spider weggeduckt, der stattdessen Speed getroffen und ihn niedergestreckt habe. Burleigh imitiert die Geschehnisse und wieder geht Speed zu Boden. Genau in diesem Moment erscheinen Pressereporter und glauben, dass Burleigh Speed ein zweites Mal k.o. geschlagen habe. Sloane kommt auf die Idee, Burleigh als neuen Profiboxer vorzustellen. Er soll gegen Spider kämpfen, der durch einen Sieg seinen angeschlagenen Ruf wiederherstellen kann.
Währenddessen hat Burleigh seine Arbeit verloren. Grund dafür sind seine ständigen frühmorgendlichen Anrufe bei seinem Chef Wilbur Austin, um Polly zu einem Job zu verhelfen. Sloane kann Burleigh von seinem Plan überzeugen und lässt ihn in seinem Trainingscamp üben. Burleigh erlernt einige Techniken, beschränkt sich jedoch auf das Wegducken und Tänzeln. Sloane übergibt Burleigh einen teuren Ring und lügt ihm vor, dass Polly in eine Hochzeit eingewilligt habe, wenn er die Meisterschaft gegen Speed gewinne. Burleigh macht Polly einen Antrag, den diese annimmt, allerdings unter der Vorgabe, dass Burleigh die Boxhandschuhe an den Nagel hängt. Dies kann Burleigh jedoch nicht, da er Sloane das Geld für den Ring schuldet.
Burleigh absolviert seinen ersten Kampf und gewinnt. Polly findet heraus, dass der Kampf abgesprochen war und will Burleigh überzeugen aufzuhören. Doch Burleigh ist von seinem Sieg berauscht und kann auch die folgenden Kämpfe, mittlerweile gesponsert von Austin, siegreich gestalten. Mit seinen Allüren blamiert er Polly bei einer Party, die ihm daraufhin den Ring zurückgibt. Susie erfährt, dass der Kampf gegen Burleigh zu Speeds Gunsten gefälscht ist. Speed, der sich in Susie verliebt hat, bietet an, den Kampf absichtlich zu verlieren. Doch auch Susie ist von Burleighs Gehabe angewidert, Speed soll ihm einen Denkzettel verpassen und den Kampf gewinnen.
Am Abend des Kampfes erscheint Burleigh auf einem Pony, das Speed versehentlich niederschlägt. Zudem wird ihm von Spider versehentlich eine Dosis Schlafmittel verabreicht. Burleigh kann den fast besinnungslosen Speed im Kampf besiegen. Als Burleigh zum Weltmeister im Mittelgewicht erklärt wird, erkennt er die Lüge und nimmt Austins Angebot einer Partnerschaft in seiner Firma an. Am Ende des Films erklärt Burleigh, dass die ganze Geschichte ein Werbefilm seiner Firma sei und er seine Angestellten Sloane und Speed ausbilde.

## Kritiken
Das Lexikon des internationalen Films bezeichnet das Werk als „überwiegend alberne Burleske mit einigen tragikomischen Akzenten. Am meisten leidet der Film an seiner unerträglichen deutschen Synchronisation“. Bosley Crowther von der New York Times befand, der Film verliere an Tempo, wenn Danny Kaye nicht auf dem Bildschirm sei. Weder Abel noch Arden oder Stander vermochten, den fröhlichen Geist des Films ohne Kaye aufrechtzuerhalten. Der TV Guide bescheinigte, der Film überwinde seinen rührseligen Plot mit tollen Songs und Stil. Das Ergebnis sei eine fröhliche Mischung aus Nonsens und Gelächter. Die Kritiker der US-amerikanischen katholischen Bischofskonferenz befanden den Film als holperige Musikkomödie. Sie sei weniger lustig als das Original und Danny Kaye sei eher irritierend als amüsant.

## Hintergrund
Die Uraufführung fand am 21. März 1946 statt. In Deutschland kam der Film am 15. September 1952 in einer um fünf Minuten gekürzten Fassung in die Kinos.
In kleinen Nebenrollen sind Brooks Benedict, Betty Blythe, George Chandler, Dick Elliott, Franklyn Farnum, Bess Flowers, Tom Kennedy, Torben Meyer und Snub Pollard zu sehen.
John P. Fulton war für die Spezial-Effekte zuständig, Miles White für das Kostümbild, für das Jean Louis die Kostüme designte. Szenenbildner war Howard Bristol.
Lionel Stander spielte die gleiche Rolle schon im Originalfilm. Regisseur Norman Z. McLeod vertrat beim Original den erkrankten Regisseur Leo McCarey.
Hauptdarsteller Danny Kaye war schon seit 1943 bei Samuel Goldwyn unter Vertrag. In seinem dritten Goldwyn-Film war er auf die Rolle des Unglücksrabens, der unschuldig in eine unerhörte oder herausfordernde Situation gerät, festgelegt. Es war nach Der Wundermann seine zweite Zusammenarbeit mit Virginia Mayo und Vera-Ellen. Mit beiden machte Kaye später noch weitere Filme. Kayes Ehefrau Sylvia Fine komponierte zusammen mit Max Liebman den Song Pavlova, den Kaye im Film vortrug.
Weitere Songs des Films wurden von Jule Styne und Sammy Cahn komponiert. Virginia Mayos Singstimme stammte dabei von Betty Russell, Vera-Ellens Stimme von Suzanne Ellers. Im Lied Hey! What’s Your Name?, vorgetragen von Vera-Ellen bzw. Suzanne Ellers übernahm Frankie Laine die führende Stimme des Männerchors.
Synchronisiert wurde der Film von der RKO Synchron Abteilung in Berlin. Danny Kayes Rolle wurde von Georg Thomalla gesprochen.